# Buttersäurepentylester
Buttersäurepentylester ist ein Ester aus Buttersäure und 1-Pentanol.

## Vorkommen

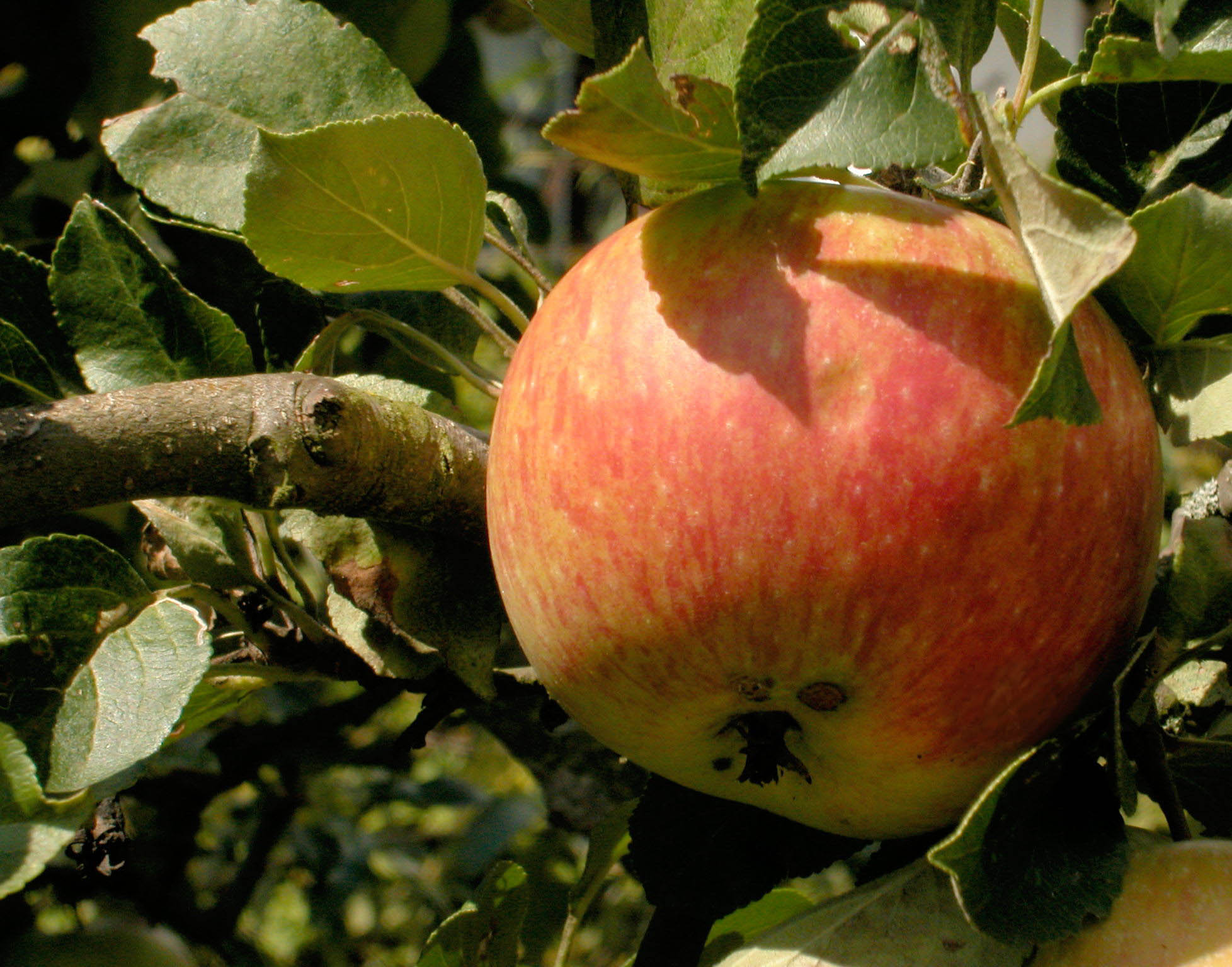
Apfel der Sorte James Grieve

Buttersäurepentylester gehört zu den sogenannten Fruchtestern und kommt in Äpfeln vor.

## Gewinnung und Darstellung
Buttersäurepentylester kann durch saure  Veresterung von Butansäure und 1-Pentanol gewonnen werden. Dies gelingt beispielsweise mit Zinkchlorid als Katalysator oder in der Gasphase über einem Molekularsieb. Auch die biotechnologische Veresterung mit einer Lipase aus der Bauchspeicheldrüse von Schweinen ist möglich.

## Verwendung
Buttersäurepentylester wird häufig Lebensmitteln, die nach Aprikose schmecken oder Aprikose enthalten, aber auch Zigaretten als Aromastoff zugesetzt. Es wird auch in der Lackindustrie verwendet. In der EU ist es unter der FL-Nummer 09.044 als Aromastoff für Lebensmittel zugelassen. Außerdem wird es als Duftstoff verwendet, wobei die weltweite Verwendungsmenge in der Größenordnung 10 bis 100 Tonnen pro Jahr liegt.